# Cytheropteron frigidum
Cytheropteron frigidum är en kräftdjursart som beskrevs av Dickson och Robin C. Whatley 1995. Cytheropteron frigidum ingår i släktet Cytheropteron och familjen Cytheruridae. Inga underarter finns listade i Catalogue of Life.